# Irving Cummings
Irving Cummings (9 de octubre de 1888-18 de abril de 1959) fue un actor, director y productor cinematográfico de nacionalidad estadounidense.

## Biografía
Su verdadero nombre era Irving Camisky, y nació en la ciudad de Nueva York. Cummings inició su carrera interpretativa, siendo un adolescente, en los teatros del circuito de Broadway, donde actuó junto a la legendaria Lillian Russell. 
En 1909 entró en el mundo del cine, en el cual logró en poco tiempo llegar a ser un popular primer actor. Pocas de sus películas como intérprete son fáciles de conseguir, exceptuando el primer largometraje de Buster Keaton, The Saphead (1920), en el cual Cummings encarnaba a un retorcido corredor de bolsa, y el de Fred Niblo Sex (1920), una de las primeras cintas en describir el fenómeno de las Flappers. Otra de sus películas más destacadas fue The Round-Up (1920), un western protagonizado por Roscoe Arbuckle y Wallace Beery. 
En esa época, Cummings ya se había iniciado en la dirección de películas de acción y de ocasionales comedias. En 1934 dirigió Grand Canary, y en 1929 había sido nominado al Oscar a la mejor dirección por su trabajo en En el viejo Arizona. Cummings se hizo conocido por la dirección de grandes y ostentosos musicales en Technicolor de 20th Century Fox rodados en los años 1930, con actrices de fama como Betty Grable, Alice Faye, Carmen Miranda, y Shirley Temple (Little Miss Broadway, 1938).
En 1943, con ocasión del 50.º aniversario del nacimiento de la industria cinematográfica, a Cummings se le galardonó con la Medalla de Oro de la Fundación Thomas A. Edison, en reconocimiento a sus logros artísticos. Además, recibió una estrella en el Paseo de la Fama de Hollywood, en el 6816 de Hollywood Boulevard.
Irving Cummings falleció en Los Ángeles, California, en 1959, a causa de una dolencia cardiaca. Fue enterrado en el Cementerio Hollywood Forever, en Los Ángeles. Cummings fue padre del guionista y productor Irving Cummings, Jr.

## Filmografía

### Director
| - On the Trail (1921) - Tricked (1921) - Patsy's Jim (1921) - Trapped (1922) - Jules of the River (1922) - Valley of the Missing (1922) - Campbell of the Mounted (1922) - The Avenger (1922) - The Man from Hell's River (1922) - Flesh and Blood (1922) - Paid Back (1922) - Broad Daylight (1922) - The Jilt (1922) - Environment (1922) - The Drug Traffic (1923) - East Side - West Side (1923) - Broken Hearts of Broadway (1923) - Stolen Secrets (1924) - Fools' Highway (1924) - Dancing Cheat (1924) - Riders Up (1924) - In Every Woman's Life (1924) - The Rose of Paris (1924) - As Man Desires (1925) - One Year to Live (1925) - Just a Woman (1925) - The Desert Flower (1925) - Infatuation (1925) - The Johnstown Flood (1926) - Rustling for Cupid (1926) - The Midnight Kiss (1926) - The Country Beyond (1926) - Bertha, the Sewing Machine Girl (1926) - The Brute (1927) - Dressed to Kill (1928) - The Port of Missing Girls (1928) - Romance of the Underworld (1928) - En el viejo Arizona, codirigida con Raoul Walsh (1928) - Not Quite Decent (1929) | - Behind That Curtain (1929) - Cameo Kirby (1930) - On the Level (1930) - A Devil with Women (1930) - A Holy Terror (1931) - The Cisco Kid (1931) - Attorney for the Defense (1932) - The Night Club Lady (1932) - Man Against Woman (1932) - Man Hunt (1933) - The Woman I Stole (1933) - The Mad Game (1933) - I Believed in You (1934) - Grand Canary (1934) - The White Parade (1934) - It's a Small World (1935) - La simpática huerfanita (1935) - Nobody's Fool, codirigida con Arthur Greville Collins (1936) - Poor Little Rich Girl (1936) - Girls' Dormitory (1936) - White Hunter (1936) - Vogues of 1938 (1937) - Merry Go Round of 1938 (1937) - Little Miss Broadway (1938) - Just Around the Corner (1938) - The Story of Alexander Graham Bell (1939) - Hollywood Cavalcade (1939) - Everything Happens at Night (1939) - Down Argentine Way (1940) - Lillian Russel (1940) - Belle Starr (1941) - Louisiana Purchase (1941) - My Gal Sal (1942) - Springtime in the Rockies (1942) - What a woman! (1943) - The Dolly Sisters (1945) - Double Dynamite (1951) |

### Actor
| - The Yankee Girl (1910) - The Maid of Niagara, de Theodore Wharton (1910) - The Life of Buffalo Bill, de Paul Panzer (1912) - Mrs. Alden's Awakening, de Jay Hunt (1912) - Camille, de Jay Hunt (1912) - Sisters, de Jay Hunt (1912) - The Gypsy Bride, de Lawrence B. McGill (1912) - The Poisoners (1912) - Thelma (1912) - Caleb West, de Oscar Apfel (1912) - Guy Mannering (1912) - Men Who Dare (1912) - The Faith Healer, de Henry C. Carey (1912) - Don Caesar de Bazan, de Theo Frenkel (1912) - The Old Mam'selle's Secret (1912) - The Fires of Conscience, de Oscar Apfel (1912) - Duty and the Man, de Oscar Apfel (1913) - The Open Road, de Oscar Apfel (1913) - The Strike Leader, de Oscar Apfel (1913) - The Bells, de Oscar Apfel (1913) - The Birthday Cake (1913) - The Man from Outside, de Oscar Apfel (1913) - The Judge's Vindication, de Oscar Apfel (1913) - The Woman Who Knew (1913) - The Grey Sentinel, de Burton L. King (1913) - For Love of Columbine, de Oscar Apfel (1913) - Held for Ransom, de Oscar Apfel (1913) - The Bawlerout, de Oscar Apfel (1913) - The Good Within, de Frederick Sullivan (1913) - A Cruel Suspicion (1913) - The Big Boss, de Frederick Sullivan (1913) - London Assurance, de Lawrence B. McGill (1913) - The Master Cracksman, de Oscar Apfel (1913) | - Italian Love (1913) - The Madcap of the Hills (1913) - The Tangled Web, de Oscar Apfel (1913) - Ashes, de Oscar Eagle y Edgar Lewis (1913) - The Fight for Right, de Oscar Apfel (1913) - Success, de Oscar Apfel (1913) - The Glow Worm (1913) - The Stolen Woman (1913) - The Missing Ring (1913) - The Finger of Fate (1913) - The Resurrection (1914) - A Sword of Damocles (1914) - In the Mesh of Her Hair, de Oscar Apfel (1914) - Jane Eyre, de Frank Hall Crane (1914) - Broken Lives (1914) - A Leech of Industry, de Oscar Apfel (1914) - The Dawn of Romance, de George Loane Tucker (1914) - Pamela Congreve, de Eugene Moore (1914) - From the Shadows (1914) - The Man Without Fear (1914) - The Million Dollar Mystery (serial), de Howell Hansel (1914) - For Her Child (1914) - The Three of Us, de John W. Noble (1914) - The World's Great Snare, de Joseph Kaufman (1916) - The Whip, de Maurice Tourneur (1917) - The Woman Who Gave, de Kenean Buel (1918) - Don't Change Your Husband, de Cecil B. DeMille (1919) - Secret Service, de Hugh Ford (1919) - Everywoman, de George Melford (1919) - The Tree of Knowledge, de William C. de Mille (1920) - The Thirteenth Commandment, de Robert G. Vignola (1920) - Rupert of Hentzau, de Victor Heerman (1923) |

## Premios y distinciones
Premios Óscar
| Año  | Categoría      | Película            | Resultado |
| ---- | -------------- | ------------------- | --------- |
| 1929 | Mejor Director | En el viejo Arizona | Nominado  |